# Periploma margaritaceum
Periploma margaritaceum är en musselart som först beskrevs av Jean-Baptiste Lamarck 1801.  Periploma margaritaceum ingår i släktet Periploma och familjen Periplomatidae. Inga underarter finns listade i Catalogue of Life.